# Muezza
Muezza (ali Mu'izza) (arabsko معزة) je bila najljubša mačka preroka Mohameda.
Najslavnejša zgodba o Muezzi pripoveduje, da se je Mohamed odpravljal k molitvi in je hotel obleči haljo. Na njenem rokavu je spala Muezza, a ker je Mohamed ni hotel motiti, je odrezal rokav in se odpravil. Po vrnitvi se je Muezza zbudila in priklonila Mohamedu; nato jo je on trikrat potrepljal. 
Velikokrat se tudi omenja, da je med pridigami v svojem domu, imel Muezzo v naročju. 
Še danes islam zelo ceni mačke in neprimerno ravnanje z njimi ali katerimi drugimi živalmi velja pri njih za hud greh.